# 277 av. J.-C.
Cette page concerne l'année 277 av. J.-C. du calendrier julien proleptique.

## Événements
- 9 avril (21 avril du calendrier romain) : début à Rome du consulat de Publius Cornelius Rufinus II et Caius Iunius Bubulcus Brutus[1].
  - Le consul L. Cornelius Rufinus, après avoir connu un revers aux monts Cranita, dans le Samnium, reprend Crotone. Les Italiotes du Sud —Lucaniens, Samnites, Bruttiens— subissent une série de défaites[2]. Tarente, menacée, écrit à Pyrrhus Ier pour implorer son retour.
- Printemps : Pyrrhus, à la tête des forces sicéliotes, chasse la garnison carthaginoise d'Agrigente, puis s'empare de la forteresse réputée imprenable du Mont Éryx. Après la prise de Panormus les Carthaginois sont chassés de Sicile à l’exception de Lilybée qui résiste. Pyrrhus projette de s’attaquer à Carthage en Afrique mais se heurte à la lassitude des Siciliens qui l’accusent de tyrannie[3].
- Juin : mort du stratège de Macédoine Sosthène, probablement en luttant contre les Gaulois[4].

- Fin de l'été : Antigone II Gonatas vainc les Galates près de Lysimacheia en Thrace ; sa victoire lui permet de s’imposer comme roi de Macédoine face à ses compétiteurs Antipater Étésias et Ptolémée de Telmessos[4].

- Après la fin de la guerre civile en Bithynie, les Galates ravagent les villes grecques de l'Ionie (Didymes, Priène, Thyatire, Laodicée du Lycos). Ils seront vaincus par Antiochos Ier Sôter entre 275 et 269 av. J.-C.[5].

- Li Bing est nommé gouverneur Qin dans l’État de Shu, conquis en 316  av. J.-C.. Il entreprend la construction du système d'irrigation de Dujiangyan, qui protège la plaine de Chengdu (Sichuan) des inondations par un grand barrage qui détourne le cours du Minjiang dans une gorge creusée au travers d’une montagne, et fonctionne encore de nos jours[6].

## Décès
- Métrodore de Lampsaque, philosophe disciple d’Épicure, à Athènes (né v.330 av. J.-C.).
- Qu Yuan, premier poète lyrique chinois (vers 340/277 ou 278 av. J.-C.), auteur des Tristesses (date traditionnelle).